# Charles de Coninck de Merckem
Charles Léopold Auguste de Coninck de Merckem (Gent, 18 juni 1836 - Merkem, 7 december 1896) was een Belgisch volksvertegenwoordiger, senator en burgemeester.

## Biografie

### Familie
Charles de Coninck de Merkem was een kleinzoon van Patrice de Coninck en een zoon van burgemeester Theodore de Coninck (1807-1855) en Marie-Thérèse Everaerd (1810-1863). Hij trouwde in 1880 in Parijs met Pauline de Bourdeville (1858-1938). Ze kregen drie zoons en twee dochters. Twee zoons trouwden met dochters van Ernest Fraeys de Veubeke en baron Paul Terlinden.
Ridder Charles de Coninck verkreeg in 1875 de baronstitel voor hem en al zijn nakomelingen en in 1884 de vergunning om 'de Merckem' aan zijn familienaam toe te voegen.

### Loopbaan
De Coninck de Merckem was burgemeester van Merkem van 1861 tot aan zijn dood.
Hij werd katholiek parlementslid, als volgt:
- 1863-1869: volksvertegenwoordiger voor het arrondissement Diksmuide,
- 1878-1884: senator voor het arrondissement Diksmuide,
- 1884 tot aan zijn dood: senator voor het arrondissement Veurne-Diksmuide.